# Фругароло
Фругаро̀ло (на италиански: Frugarolo; на пиемонтски: Fruareu, Фруареу) е село и община в Северна Италия, провинция Алесандрия, регион Пиемонт. Разположено е на 112 m надморска височина. Населението на общината е 1997 души (към 2010 г.).